# Spadowiec (dopływ Młynisk)
Spadowiec – potok, dopływ potoku Młyniska. Spływa doliną Spadowiec w Tatrach Zachodnich. Wypływa na wysokości ok. 1120 m, po czym spada kilkoma małymi wodospadami. Płynie lasem aż do Drogi pod Reglami, w pobliżu której tworzy kaskady na 12-metrowym progu, na którym zawieszona jest dolina. Przepływa dalej przez osiedle Żywczańskie i w okolicach ulicy Małe Żywczańskie uchodzi do potoku Młyniska.
Spadowiec jest potokiem okresowym, jego średni przepływ nie przekracza 5 l/s, a maksymalny wynosi ok. 25 l/s. Nazwa potoku pochodzi od tego, że w dolinie Spadowiec w kilku miejscach spada on z niewielkich progów skalnych.
Nazwa Spadowiec przeszła też na dzielnicę Zakopanego – Spadowiec oraz położone wzdłuż ul. Struga, włączone w granice miasta w 1968, osiedle Potok Spadowiec.